# Relations entre les Philippines et l'Union européenne
Les relations entre les Philippines et l’Union européenne sont principalement économiques, culturelles et politiques. L'Union a octroyé 3 millions d'euros aux Philippines pour combattre la pauvreté et 6 millions d'euros pour lutter contre les groupes terroristes dans le sud des Philippines.

## Aide humanitaire
En décembre 2011, le nord du Mindanao fut entièrement dévasté par une tempête. La Commission alloua 3 millions d'euros pour envoyer de l’aide humanitaire à une dizaine de milliers de personnes par la tempête tropicale Washi. En décembre 2012, la Commission européenne octroya 10 millions d'euros pour les victimes du typhon Bopha, notamment dans les provinces de la Vallée de Compostela et du Davao oriental à Mindanao.

## Sources

## Compléments